# 雲滙
雲滙（英語：St. Martin）是位於新界大埔區白石角的一個私人住宅發展項目，由新鴻基地產發展，鄰近逸瓏灣及天賦海灣，處於大埔科進路12號。本項目在2019年3月開售，於2020年3月入伙。物業管理公司為帝譽服務，項目每方呎管理費為4.38元。

## 歷史
地皮位於大埔市地段第225號，地盤指定作私人住宅用途，面積約23,239平方米，最低及最高的樓面面積分別為50,196平方米及83,660平方米。其後有12間發展商入標爭奪，包括新地、長實、新世界、會德豐地產、嘉華國際、信置、遠東發展、莊士中國和K&K Property。其中百利保與富豪國際合資。2015年3月，新鴻基地產旗下的瑞域有限公司以34.8億元投得地皮，樓面呎價約為3,864元。
2021年2月11日，物業一日內錄得17伙取消交易而撻大訂，總成交金額達1.72億元，估計撻訂金額涉及逾2441萬元。

## 住宅
項目分為2期發售，提供10座住宅共1444個單位，主打2至3房戶，另提供小量花園特色戶以及連天台複式戶，實用面積由277呎至1279呎不等，大部分單位設有露台，部分中高層單位更可享有吐露港海景。

## 會所
雲滙設有樓高三層的住客會所「Club St Martin」，會所連戶外綠化園林佔地逾14萬平方呎，為住客提供一系列運動、娛樂及休閒設施。會所設施包括50米室外游泳池、25米室內游泳池連按摩池、水療按摩室、24小時健身室、籃球場、單車場、兒童遊戲室、餐廳、空中花園、卡拉OK室、音樂室、耕作園地、宴會廳、董事屋連私人游泳池及戶外BBQ燒烤區等。
另外，屋苑實施設施電子化，特設手機應用程式處理各項服務，包括進出屋苑、會所、會所場地租賃、餐飲服務、繳交管理費等。應用程式另有人工智能科技，解答住戶屋苑管理問題，提供即時預約設施服務及的士預訂等。

## 銷售手法
雲滙在2018年年中樓市高峰期以招標出售，到2019年3月累積售出約360伙單位。當時發展商提供最高25%回贈，成交呎價為1.15萬，是白石角最低。
到2020年4月改為公佈價單。首張價單包括162伙單位，以折實平均實呎17,109元推出。不過到2022年2月新冠肺炎疫情期間，發展商再次將兩房單位以招標形式發售。

## 涉違一手例而罰款
2019年3月，發展商以招標形式推售樓盤時，涉嫌未有在成交紀錄冊中列出「提前付清樓價現金回贈」詳細條款，而被一手住宅物業銷售監管局在同年5月票控違反《一手住宅物業銷售條款》，最後在同年8月被判罰款5萬元。事件是首次有發展商因違反一手銷售條例而被控。

## 鄰近住宅
- 天賦海灣
- 逸瓏灣
- 逸瓏灣8
- 海日灣
- 嘉熙
- 朗濤

## 外部連結
- 雲滙 （页面存档备份，存于）